# Helina dubia
Helina dubia este o specie de muște din genul Helina, familia Muscidae. A fost descrisă pentru prima dată de Jacques-Marie-Frangile Bigot în anul 1885. Conform Catalogue of Life specia Helina dubia nu are subspecii cunoscute.